# Dothideaceae
Dothideaceae es una familia de hongos en el orden Dothideales. Las especies en esta familia poseen una amplia distribución, especialmente en zonas tropicales.

## Géneros
- Auerswaldia (ubicación incierta)
- Bagnisiella (ubicación incierta)
- Coccostromella (ubicación incierta)
- Dictyodothis
- Dothidea
- Hyalocrea
- Mycoporis
- Omphalospora
- Pachysacca
- Phyllachorella (ubicación incierta)
- Scirrhia
- Stylodothis
- Vestergrenia (ubicación incierta)